# کیسه صفرا

دستگاه گوارش انسان

کیسه صفرا یا زَهره (به انگلیسی: cholecyst یا Gallbladder) اندامی است که در سطح تحتانی کبد قرار دارد. این عضو از سه قسمت اصلی طاق معده، تنه و اینفاندیبولوم تشکیل شده‌است. وظیفهٔ آن نگه‌داری صفرا (زرداب) است. این مایع زرد رنگ به هنگام ورود مواد غذایی به معده از کبد ترشح می‌شود و سپس از طریق مجرایی به کیسه صفرا انتقال می‌یابد. صفرا از طریق مجرای صفراوی مشترک به روده باریک ریخته می‌شود. کار این مایع ایجاد امولسیون پایدار روی چربی‌های غذاست که در دوازدهه انجام می‌گیرد. گاهی انسان به سنگ کیسه صفرا مبتلا می‌شود که در صورت وخامت بیماری تحت عمل جراحی یا درون‌بینی قرار می‌گیرد. هنگام جراحی معمولاً پزشک معالج کیسه صفرا را از بدن خارج می‌کند. در این صورت پس از گذشت مدتی مجرای صفرا گشاد می‌شود و کار کیسه صفرا را انجام می‌دهد. اندازهٔ کیسه صفرا ۳ بند انگشت است.

## ساختار و عملکرد
کیسهٔ صفرا اندامی توخالی است که در گودی کم عمق زیر لوب راست کبد قرار دارد. در بزرگسالان، کیسهٔ صفرا تقریباً ۷ تا ۱۰ سانتی‌متر (۲٫۸ تا ۳٫۹ اینچ) طول و به ۴ سانتیمتر (۱٫۶ اینچ) قطر دارد. ۷ تا ۱۰ سانتیمتر (۲٫۸ تا ۳٫۹ اینچ) کیسه صفرا حدود ۵۰ میلی‌لیتر (۱٫۸ اونس) حجم دارد.

## شکل ظاهری
کیسهٔ صفرا گلابی‌شکل است و نوک آن به مجرای کیستیک باز می‌شود. کیسهٔ صفرا به سه بخش انتهایی، بدنه و گردن تقسیم می‌شود. بخش انتهایی یک پایهٔ گرد است، به صورت زاویه‌دار به طوری که با دیوارهٔ شکم روبرو است. بدنه در گودی در سطح کبد تحتانی قرار دارد.

## وظیفه
کارکرد اصلی کیسهٔ صفرا ذخیرهٔ صفرا، که به آن زرداب نیز گفته می‌شود، برای هضم چربی‌ها در مواد غذایی است. صفرا که توسط کبد تولید می‌شود، از طریق رگ‌های کوچک به مجاری بزرگتر کبدی و در نهایت از مجرای کیستیک (قسمت‌هایی از دستگاه صفراوی) به کیسهٔ صفرا می‌رود، جایی که در آن قرار دارد. در هر زمان ۳۰ تا ۶۰ میلی‌لیتر صفرا در کیسهٔ صفرا ذخیره شده‌است.

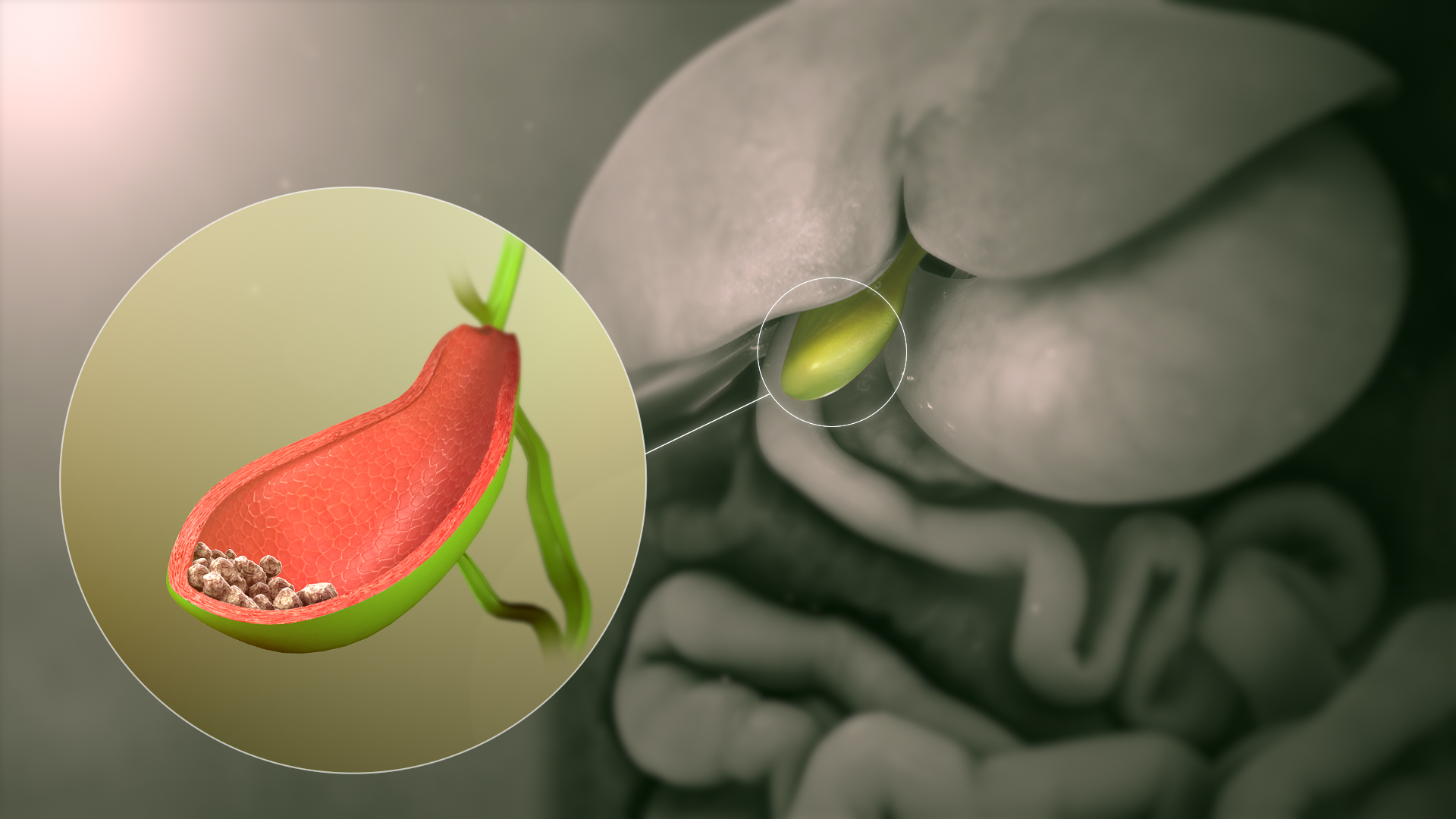
تصویر 3 بعدی سنگ های صفراوی

## شکل‌های مختلف

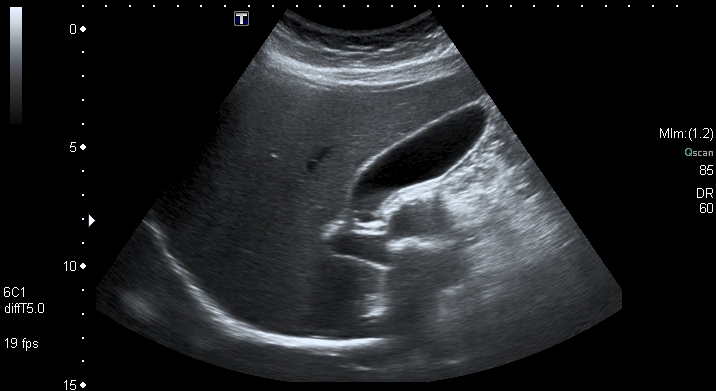
سونوگرافی شکمی که صفرا و کیسهٔ صفرا را نشان می‌دهد.

کیسهٔ صفرا از نظر اندازه، شکل و موقعیت میان افراد مختلف متفاوت است. به ندرت ممکن است دو یا حتی سه کیسهٔ صفرا وجود داشته باشد، یا به عنوان مثانه‌های جداگانه که به مجرای کیستیک تخلیه می‌شوند، یا یک شاخهٔ مشترک که در مجرای کیستیک تخلیه می‌شود، مشترک باشند. افزون بر این، کیسهٔ صفرا ممکن است اصلاً شکل نگیرد. کیسهٔ صفرا با دو لوب جدا شده توسط سپتوم نیز ممکن است وجود داشته باشد. این ناهنجاری‌ها به احتمال زیاد بر عملکرد تأثیر نمی‌گذارد و عموماً بدون علامت هستند.

## توسعه
کیسهٔ صفرا از بیرون ریختن درون‌پوست لولهٔ رودهٔ جنینی توسعه می‌یابد.